# 潘璋 (成化進士)
潘璋（1435年—1489年），字栗夫，浙江金華府金華縣人，儒籍。明朝政治人物。進士出身。

## 生平
天順三年（1459年）舉己卯科浙江鄉試第六名。成化八年（1472年）壬辰科會試第八十三名，殿試登進士第二甲第十六名。

## 家族
曾祖父潘彥亨。祖父潘文華，贈監察御史。父亲潘洪，曾任廣西按察司僉事。有子潘希曾，弘治五年進士。